# Łąkie (Złotów)
Pour les articles homonymes, voir Łąkie.
Łąkie (prononciation : [ˈwɔnkʲɛ], en allemand : Lanken) est un village polonais de la gmina de Lipka dans le powiat de Złotów de la voïvodie de Grande-Pologne dans le centre-ouest de la Pologne.
Il se situe à environ 9 km à l'ouest de Lipka (siège de la gmina), 17 km au nord de Złotów (siège du powiat), et à 124 km au nord de Poznań (capitale de la Grande-Pologne).

## Histoire
De 1975 à 1998, le village faisait partie du territoire de la voïvodie de Piła.

Depuis 1999, Łąkie est situé dans la voïvodie de Grande-Pologne.
Le village possède une population de 520 habitants.